# Coelidium cymbifolium
Coelidium cymbifolium är en ärtväxtart som beskrevs av Christo Albertyn Smith. Coelidium cymbifolium ingår i släktet Coelidium, och familjen ärtväxter. Inga underarter finns listade i Catalogue of Life.